# Herbert Kickl
Herbert Kickl (* 19. oktobra 1968 v Beljaku ) je avstrijski politik in od 19. junija 2021 njihov zvezni predsednik stranke FPÖ. Od 18. decembra 2017 do 22. maja 2019 je bil zvezni minister za notranje zadeve. Od leta 2006 do 2017 je bil član avstrijskega nacionalnega sveta. Po razrešitvi z mesta ministra je po ponovni zaprisegi deloval kot poslanec v parlamentu in od 27 maja 2019 kot predsednik izvršnega odbora poslanske skupine FPÖ.  Po neuspešnih pogovorih glede koalicije med VPO, SPO in NEOS je predsednik države Alexander von Bellen 9. januarja 2025 imenoval Kickla za mandatarja nove vlade 

## Življenje

### Otroštvo, mladost in študije
Herbert Kickl je odraščal v delavski družini,  in obiskoval osnovno šolo v Radenčah. Po končani srednji šoli v Spittalu na Dravi, ki jo je obiskoval skupaj z nekdanjo zvezno tiskovno predstavnico Zelenih Evo Glawischnig-Piesczek,  je kot enoletni prostovoljec med 1987 in 1988 služil vojaški rok pri planincih.    Leta 1988 je začel študirati novinarstvo in politologijo na univerzi na Dunaju, od leta 1989 pa filozofijo in zgodovino. Nobenega od študijev ni zaključil. 

### Strankarski politik FPÖ
Med 1995 in 2001 je Kickl delal pri akademiji stranke FPÖ na področju vsebin in organizacije kampanj, potem pa se leta 2001 povzpel na mesto namestnika generalnega direktorja, nato pa po skupščini v Knittelfeldu na mesto direktorja Akademije Svobodnih; na tej funkciji je bil do leta 2006. Kot pisec govorov za Jörga Haiderja je med drugim avtor bodic v govorih na pepelnično sredo o francoskem predsedniku Jacquesu Chiracu (»žepni Napoleon«) ali predsedniku izraelske verske skupnosti Arielu Muzicantu (»Kako ima lahko nekdo, ki mu je ime Ariel, toliko dreka za nohti?«)  in je bil odgovoren za kritizirane slogane volilne kampanje FPÖ (npr. 2010 : »Dunajska kri - preveč tujine nikomur ne koristi.").  Ko se je BZÖ ločila od FPÖ, sta Haider in Kickl šla vsak svojo pot; Kickl je do Haiderjeve smrti bil eden njegovih najstrožjih kritikov.
Kickl je bil od leta 2005 dalje generalni direktor strankarskega časopisa Neue Freie Zeitung, od aprila 2005 do januarja 2018 pa generalni sekretar FPÖ. Na tem položaju je bil odgovoren za odnose z javnostmi in notranjo komunikacijo. Januarja 2018 ga je na položaju generalne sekretarke FPÖ nasledila Marlene Svazek. Od volitev v državni svet leta 2006 do prisege kot minister za notranje zadeve je Kickl bil član državnega sveta, namestnik predsednika poslanskega kluba Svobodnjakov in član svetovalnega sveta za promocijo medijev. 4. julija 2016 je nasledil Hilmarja Kabasa na položaju predsednika Izobraževalnega inštituta FPÖ. 

### Zvezni minister za notranje zadeve
Dne 18 decembra 2017 zvezni predsednik Alexander Van der Bellen Kickla zaprisegel kot novega zveznega ministra za notranje zadeve Republike Avstrije. Po mnenju njegovih kritikov mu je bilo težko preskočiti iz opozicije v enega od klasičnih vladnih resorjev .  Vodja njegovega kabineta je postal Reinhard Teufel.  
Za razburjenje je poskrbela Kicklova izjava na novinarski konferenci 11. januarja 2018. Govoril je o namenu, prosilce za azil "zbrati in pridržati na enem mestu".  Na novinarsko vprašanje je zanikal, da je to mislil kot provokacijo.  Kljub temu so Kicklovo izbiro besed v medijih doma in v tujini razumeli kot namig na nacistično terminologijo in jih v tem smislu tudi kritizirali. 
Septembra 2018 je prišlo v javnost elektronsko sporočilo tiskovnega predstavnika ministrstva za notranje zadeve komunikacijskim službam državnih policijskih oddelkov, ki svari pred nekaterimi mediji in priporoča sodelovanje z njimi skrčiti na minimum njimi čim manjše. Priporočalo se je, močneje obveščati o spolnih deliktih. zahteva opozicije, da se Kickla zaradi obtožbe omejevanja svobode tiska dopusti, sta tako ÖVP kot FPÖ odbili. Vendar sta zvezni kancler Kurz in zvezni predsednik Van der Bellen izjavila, da je takšno omejevanje nesprejemljivo. FPÖ se je pritožila zaradi "od medijev zrežirane jage" na Kickla. Kickl je v zvezi z obravnavanjem kritičnih medijev izjavil, da se s formulacijami ne strinja.   
Januarja 2019 je Kickl v oddaji ORF Report govoril o možnosti, ki jo podpira, namreč da se begunci, ki so storili kazniva dejanja, hitreje deportirajo. Deportirati bi jih morali po prvostopenjski obsodb, torej pred zaključkom ustavnega postopka. Nekaj dni kasneje se je popravil, češ da želi, da se postopek reši na drugi stopnji. V nadaljevanju je dejal, da po njegovem mnenju "velja načelo, da mora zakon slediti politiki, ne pa politika zakonu", in omenil "nekatere čudne pravne konstrukcije, nekatere stare že mnogo, mnogo let, na osnovi povsem drugačnih situacij, ki nam preprečujejo storiti, kar je potrebno. " Govoril je o "stvareh iz petdesetih". Zaradi takšnega razumevanja pravne države je Kickla med drugim močno kritiziral zvezni predsednik Alexander Van der Bellen, ki je obsodil "spodkopavanje" Evropske konvencije o človekovih pravicah, ki ima ustavni status v Avstriji, kritizirali so ga tudi opozicijski politiki, sodniki in odvetniške kamere in pa predsednik dunajske judovske skupnosti Oskar Deutsch. Prišlo je tudi do primerjav s pravnim stališčem Carla Schmitta, nemškega ustavnega pravnika, in njegovo sporno (začasno) zavezanostjo nacionalsocializmu.     
V začetku leta 2019 je Kickl načrtoval ustavni amandma (za katerega je v parlamentu potrebna dvotretjinska večina), po katerem bi se lahko uvedel preventivni pripor za prosilce za azil, ki pomenijo grožnjo javnemu redu. Stranki Liste Jetzt in NEOS sta zavrnili pogovore o tem z utemeljitvijo, da bi zapor na podlagi mogoče nevarnosti pomenil ogrožanje temeljnih stebrov pravne države. Standard je tudi vprašal, kako le more zapor, ki velja samo za prosilce za azil, ne biti diskriminatoren. Kickl je tudi načrtoval nočno zaporo na prostovoljni osnovi, ki bi veljala samo za prosilce za azil med 22. in 6. uro: "Če komu to ni po volji, mu bomo poiskali kraj, kjer lahko dela, kar mu paše.", Cilj tega ponovne zaostritve zakona o azilu je, v prihodnosti v Avstriji praktično onemogočiti vlogo prošnje za azil, saj državo, kot je dejal Kickl, obkrožajo varne tretje države.  Da je Kickl s 1. marcem 2019 centre za začetni sprejem beguncev preimenoval v "odpotovalne centre", je socialni psiholog Klaus Ottomeyer imenoval "čisti sadizem " in komentiral, da gre Kicklu in drugim "vedno za ponižanje". 
V začetku leta 2019 je Heribert Prantl Kickla označil za »ministra brez ustave«, ker je želel zakon podrediti politiki in je – tako kot Viktor Orbán na Madžarskem in Jarosław Kaczyński na Poljskem – videl »politično večino kot dovoljenje za vse. ”.

#### Spremembe na področju policije
Kot notranji minister je Kickl zagovarjal širjenje in oboroževanje avstrijske policije . V vladnem programu turkizno modre vlade je bilo denimo napovedano, da bo zaposlila 4.100 novih javnih uslužbencev.  Poleti 2018 je Kickl objavil načrte, da bo enote policijske pripravljenosti vzpostavil ne samo na Dunaju, temveč v vseh drugih avstrijskih zveznih deželah.  Od aprila 2018 dalje lahko poleg WEGA in intervencijskih ekip za boj proti uličnemu kriminalu tudi enota policijske pripravljenosti Dunaj uporablja Taser.  Za varovanje meja je bila leta 2018 ustanovljena tudi nova policijska enota Puma. Visoko vidni projekt, organizirati policijo na konjih, je znova spodletel. Po navedbah Kurierja so stroški za projektno fazo znašali okoli 2,5 milijona evrov. 

#### Afera BVT
Kot del preiskovalne komisije na temo Zvezni urada za zaščito ustave in boj proti terorizmu ( Bundesamt für Verfassungsschutz und Terrorismusbekämpfung - BVT) je opozicija v Državnem svetu kritizirala preiskavo obveščevalne službe BVT, ki so jo izvedli policisti iz delovne skupine za boj proti uličnemu kriminalu (EGS). Preiskavo je zahteval državni tožilec in odobril sodnik. Ministru za notranje zadeve so očitali politični vpliv na preiskavo in resno izgubo zaupanja pri tujih obveščevalnih službah zaradi z zaplembe zelo občutljivih podatkov s strani EGS. Kickl je navedbe nemudoma zavrnil z argumentom, da "o tem, proti komu se vodi preiskave, koga se zaslišuje in kaj se zaseže, odloča državni tožilec, ne pa ministrstvo za notranje zadeve."  Julija 2018 so po Kicklovem komentarju o preiskavi BVT glavni uredniki štirih avstrijskih časopisov izrazili zaskrbljenost zaradi svobode izražanja v Avstriji .   Te očitke je ministrstvo za notranje zadeve zavrnilo kot "nevzdržne".  Višje deželno sodišče na Dunaju je 28. avgusta 2018 izreklo sodbo, da je hišna preiskava pri Zveznem uradu za zaščito ustave in boj proti terorizmu (BVT) potekala nezakonito. Na vprašanje novinarjev je Kickl ta sodni sklep označil za "previdno formulirano kot malo neživljenjski". 

#### Oglasna afera
Aprila 2024 je postalo znano, da državno tožilstvo preiskuje Kickla in druge najvišje politike zaradi suma korupcije. V ozadju je sum, da so bili v zameno za pozitivno poročanje naročili plačane oglase.   Obtožba WKSTA proti Kicklu kaže, da so ministrstva, ki jih vodi FPÖ, objavljala oglase, "katere vsebine niso bile v konkretnem interesu javnosti in katerih namen je bil zagotoviti naklonjeno poročanje o FPÖ v različnih medijih in pri tem spodbuditi nego videza za javnost." S tem ravnanjem je Kickl »nesprejemljivo kršil določbe, namenjene varovanju premoženja Republike Avstrije«. 

#### Razrešitev z mesta ministra
Maja 2019 je prišel v javnost video, posnet poleti 2017, v katerem je predsednik stranke FPÖ Heinz-Christian Strache med drugim govoril, da bodo velike donacije strankam s pomočjo zasebnih donacij obšle Računsko sodišče.  Po besedah zveznega kanclerja Sebastiana Kurza je bil generalni sekretar FPÖ Kickl v prvi vrsti odgovoren za "finančno vedenje" stranke. Iz tega razloga in zato, ker se po mnenju Kurza ni v zadostni meri zavedel resnosti situacije, je Kurz je predsedniku Aleksandru Van der Bellenu predlagal, da Kickla odpusti z mesta notranjega ministra, kar je predsednik 22. maja 2019 tudi storil. Kickl je tako kot prvi v drugi republiki zgubil svoje ministrsko mesto.

### Poslovodja kluba
Od 24. Maja 2019 je znova član Državnega sveta,  kjer je mandat prevzel od Aloisa Kainza  in postal poslovodni vodja poslanske skupine FPÖ. Na volitvah v Državni svet leta 2019 je prejel največ prednostnih glasov med kandidati za FPÖ - s 75.699 prednostnimi glasovi mu je uspelo preskočiti lestvico za uvrstitev na zvezno listo (število prednostnih glasov več kot sedem odstotkov volivcev njegove stranke).   Rezultat je daleč nad dotedanjim rekordom preteklega voditelja stranke Heinz-Christiana Stracheja, ki je na volitvah leta 2017 prejel 41.479 preferenčnih glasov. 

### Zvezni vodja stranke FPÖ
Med Herbertom Kicklom in Norbertom Hoferjem, ki je prevzel vodenje stranke po aferi Ibiza in po odstopu Heinz-Christiana Stracheja, je vedno znova prihajalo do nesporazumov. Norbert Hofer je s svojim zmernim vedenjem želel stranko narediti privlačno za volivce, Herbert Kickl pa je s svojim vedenjem na demonstracijah nasprotnikov vladnih ukrepov v zvezi s korono in z nasprotovanjem maskam FFP2 v parlamentu bil neposredno navzkriž s Hoferjem.
Po Hoferjevem odstopu 1. Junij 2021  je član državnega sveta Harald Stefan začasno prevzel zvezno vodstvo stranke. Herbert Kickl se je prijavil kot edini kandidat za Hoferjevega naslednika za vodjo zvezne stranke FPÖ . Junij 2021 ga je zvezno predsedstvo stranke soglasno imenovalo za predsednika zvezne stranke. Kickl je izjavil, da želi, preden se loti dela, počakati na odobritev delegatov na posebni strankarski konferenci.  Za predsednika zvezne stranke je bila dokončno izvoljen 19.junija 2021 z rezultatom 88,24 odstotka. 

## Politična stališča
Oktobra 2016 je Kickl nastopil kot gostujoči govornik na desničarskem ekstremističnem kongresu "Branilci Evrope".           Med oblikovanjem vlade z ÖVP leta 2017 je izjavil, da se s politiko ukvarja, ker želi, da bi "družba postala bolj pravična". Po njegovem mnenju je v pravični družbi mogoče preživeti družino, če si zaposlen, in živeti po svoje, ne da bi bil "socialno odvisen". Kickl v nasprotju s stališčem številnih strankarskih kolegov in kljub še močnejši kritiki ORF ne zagovarja temeljne "reforme" javne radiotelevizije, tudi ne ukinitve pristojbin za GIS. 
Die Zeit je ob koncu leta 2023 primerjal Kickla s politikom AfD Björnom Höckejem : "Preneseno v nemške razmere bi to opomenilo, da lahko Björn Höcke postane nemški kancler " . V preteklosti je Kickl večkrat bil vir polemik zaradi verbalnih žalitev. Na politični pepelnični sredi 2024 je zveznega predsednika Alexandra Van der Bellna imenoval »tisto mumijo v Hofburgu « in dejal: »Dejstvo je, da smo že vnaprej vedeli, da je malo senilen” Kickl je zveznega kanclerja Karla Nehammerja (ÖVP) označil za "največjo kugo v narodu", ÖVP in SPÖ pa kot "politična črva" .

### Zunanja politika
Tesne politične vezi FPÖ z Vladimirjem Putinom in njegovo stranko Enotna Rusija podpira tudi Kickl; Kickl si je kot notranji minister leta 2018 prizadeval za sodelovanje na področjih obvladovanja nesreč ter boja proti organiziranemu kriminalu in terorizmu. Kickl je v radijskem intervjuju zavrnil kritike avtoritarne politike ruskega predsednika. Zavrača vmešavanje v domače zadeve. Diferenciran pristop je pravi za iskanje skupne poti med Rusijo in Evropo.  Po ruskem napadu na Ukrajino leta 2022 je Kickl maja 2022 nastopil proti naftnemu embargu in dobavi težkega orožja Ukrajini s strani Zahoda. Nevtralna država, kot je Avstrija, mora izstopiti iz spirale eskalacije, je dejal Kickl. Najti je treba rešitev, s katero bo lahko tudi Rusija izšla iz tega konflikta »z določeno mero ohranitve obraza«. Potem ko je avstrijski zvezni predsednik Alexander Van der Bellen med solidarnostnim obiskom v Kijevu v začetku leta 2023 opisal konflikt kot "kolonialno vojno" Rusije, ga je Kickl označil za "državno grožnjo", ker je ogrožal nevtralnost Avstrije. Marca 2023 je Kickl pred govorom ukrajinskega predsednika Volodimirja Zelenskega, predvajanega v parlamentu, v katerem se je Avstriji zahvalil za dosedanjo humanitarno pomoč, obtožil druge frakcije, da so »prešle na nevarno in nediferencirano retoriko končne zmage «. Po poročanju ORF se je Kickl zatekel k "relevantnemu propagandnemu izrazu".
V začetku marca 2021 je Kickl imel govor na demonstracijah proti ukrepom okoli korone, v katerem je govoril o "jeklenih korona-čeladah po vladnih pisarnah" in "umazanih tipih" na ministrstvih. Zdravstvena politika EU je " usklajena igra moči", ker "nam ti tam zgoraj želijo vladati". Z namigom na obisk kanclerja Kurza v Izraelu je Kickl dejal, da v Izraelu vlada "zdravstveni apartheid "; država je trenutno država "nesvobode". Na shodu so sodelovali tudi predstavniki desne scene in Identitarnega gibanja. Generalni sekretar Izraelitske kulturne občine na Dunaju Benjamin Nägele je glede tega dejal, da "moralno in politično odgovornost za stopnjevanje" nosita FPÖ in Kickl, ki "čisto zavestno [uporablja] antisemitske meme" in "namerno podžiga in se poigrava s strahovi prebivalstva, sili v koalicijo s skrajno desnico in se skuša postaviti na čelo ospredje tega gibanja".  
15. novembra 2021 je Herbert Kickl na svoji Facebook strani objavil, da je pozitiven na virus korone, vendar da ima le blage simptome. Po desetih dneh karantene na domu je spet začel z aktivnostmi. 
Maja 2022 je Kickl v intervjuju dejal, da "dokazi" po dveh letih pandemije potrjujo mnenje, da imajo "zarotniki" prav. Kickl ni bil pripravljen obsoditi incidente na demonstracijah proti ukrepom zaradi korone, kot so bile judovske zvezde in napisi " šprica te bo osvobodila", ki so trivializirali nacizem; Namesto tega je rekel, da se je treba "pogovoriti s temi ljudmi o tem, kaj so njih motivi."

### Spor zaradi uporabe maske v parlamentu
V začetku aprila 2021 je Kickl izjavil, da kot doslej v parlamentu ne želi nositi maske. Zahteva po maski v parlamentu je zavedena le v hišnem redu, ne pa tudi v poslovniku, zato sankcij za kršitve ni. Kickl je dejal, da "ni eden izmed tistih hinavcev, ki si nadenejo masko, potem pa vsak varnostni ukrep vržejo skozi okno". Nosi jih, ko gre po nakupih, ker mora, v parlamentu pa mu to ni treba. Vodja stranke Norbert Hofer je nato zapisal, da je svobodni mandat dovoljuje, izogniti se hišnemu redu. Kdor pa tako dela, se "postavlja sam od sebe nad vse, ki se morajo držati pravil". Kmalu zatem pa je Hoferjeva pisarna to stališče relativirala in izjavila, da je treba kot alternativo maski FFP2 stene iz pleksi stekla pritrditi ne le na stran med poslanci, temveč tudi pred njimi. Hofer želi, da odgovornost za nošenje maske proč od sedeža ostane dalje odgovornost poslancev, pod pogojem, da se držijo dvometrske razdalje. 

### Nasprotovanje cepljenju in reklama za invermektin
V kontekstu pandemije COVID-19 je Kickl ob različnih priložnostih nasprotoval stanju znanstvenih raziskav,  med drugim zavrača cepljenje proti COVID-19 in kot zdravilo proti virusu priporoča sredstvo proti glistam ivermektin, za katerega učinkovitost ni znanstvenih dokazov. Ameriški zdravstveni organ Centers for Disease Control and Prevention pa je že avgusta 2021 izrecno posvaril pred jemanjem ivermektina. Avstrijski zvezni urad za zdravstveno varnost je spomladi opozoril tudi na možne zastrupitve z zdravilom in nedvoumno odsvetoval samo-zdravljenje z njim. Po Kicklovem priporočilu se je prodaja ivermektina tako povečala, da je bil v številnih lekarnah razprodan. Tudi v Avstriji je prišlo do zastrupitev z zdravilom, potem ko so ljudje zaužili odmerek, namenjen konjem

### Prijava proti Janu Böhmermannu
V oddaji ZDF Magazin Royale februarja 2024 je Kickl v stavku Jana Böhmermanna
»Drage gledalke in gledalci 3sata, da prosim ne pozabite: ne jemite vedno v roke naci gorjačo, mogoče sem in tja kakega nacista« 
razumel kot ščuvanje, lotiti se fizično politikov iz AfD in FPÖ. Vendar državno tožilstvo v Mainzu ni vložilo nobene obtožbe : "Glede na celoten kontekst in vsebino programa [...] razlaga izjave kot 'poziva k umoru' na koncu ne uspe.

## Mandat za sestavo vlade
Po neuspešnih pogovorih glede koalicije med VPO, SPO in NEOS je prezident Alexander von Bellen 9. januarja 2025 imenoval Kickla za mandatarja nove vlade 

## Zasebno življenje
Kickl živi v Purkersdorfu .  Je poročen in ima enega sina. 
Kot ekstremni športnik se je Kickl leta 2013 in 2014 udeležil drugega in tretjega triatlona Celtman Xtreme Triathlon na Škotskem, kjer se je med 127 oziroma 146 udeleženci uvrstil med 60 najboljših.  

## Objave
- FPÖ: Mit Fairness zum Erfolg. In: Thomas Hofer, Barbara Tóth (Hrsg.): Wahl 2017. Loser, Leaks & Leadership. ÄrzteVerlag, Wien 2017, ISBN 978-3-9503276-4-9, S. 76–88.
- Unterwegs in Richtung 20 Prozent. In: Thomas Hofer, Barbara Tóth (Hrsg.): Wahl 2008. Strategien, Sieger, Sensationen. Molden, Wien/Graz/Klagenfurt 2008, ISBN 978-3-85485-235-3, S. 55 ff.
- „Einer gegen alle anderen“. In: Thomas Hofer, Barbara Tóth (Hrsg.): Wahl 2006. Kanzler, Kampagnen, Kapriolen – Analysen zur Nationalratswahl. LIT, Wien 2007, ISBN 978-3-7000-0618-3, S. 71 ff.

## Spletne povezave
- Herbert Kickl na straneh avstrijskega parlamenta
- Herbert Kickl na www.meineabektiven.at
- Kordula Doerfler: Neusmiljena desnica. V: Frankfurter Rundschau . 30. December 2017.
- Eleni Touloupaki: Herbert Kickl - trdi mož. V: Politico . 4. December 2018.
- Christina Schmidt : Načelo Kickl. V: taz . 24. Maj 2019.